# Розлад сну
Розлад сну — група порушень сну, що можуть стосуватися його тривалості та якості. Деякі розлади сну є настільки серйозними, що порушують нормальне фізичне, розумове та емоційне функціонування. Для діагностування використовують полісомнографію та актиграфію.
Розлади сну розділяють на кілька груп: диссомнії, парасомнії, розлади циркадного ритму сну та інші розлади, зокрема спричинені медичними або психологічними умовами. Безсоння, тобто стан, коли людині важко засинати або підтримувати стан сну без очевидної причини є найпоширенішим розладом сну. Серед інших апное уві сні (короткочасне припинення дихання уві сні), нарколепсія (напади сну протягом дня), гіперсомнія (надмірна сонливість у невластивий час), сонна хвороба (порушення циклу сну через інфекцію), сомнамбулізм (ходіння уві сні), нічні жахи.
Існує складний взаємозв’язок між порушеннями сну у дітей із розладами нервово-психічного розвитку, емоційними, поведінковими та інтелектуальними розладами ( РНЕПІР [ернепір], англ. neurodevelopmental, emotional, behavioral and intellectual disorders: NDEBID). РНЕПІР включає кілька станів, таких як дефіцит уваги/гіперактивність, розлади аутистичного спектру, церебральний параліч, епілепсія та порушення навчання (інтелектуальні розлади). До 75% дітей та молодих людей з РНЕПІР страждають від різних типів безсоння.

## Міжнародна класифікація
Розлади сну:

### Диссомнії
А. Внутрішні порушення сну:
1. Психофізіологічна інсомнія
2. Ідіопатична інсомнія
3. Нарколепсія
4. Синдром сонних апноє (нічних апноє)
5. Синдром посмикування кінцівок (нічна міоклонія)
6. Синдром неспокійних ніг

Б. Зовнішні порушення сну:
1. Неадекватна гігієна сну
2. Висотна інсомнія
3. Порушення сну, викликані вживанням алкоголю й медикаментів

В. Розлади циркадного ритму сну
1. Порушення регулярності циклу сон — неспання
2. Порушення сну при змінній роботі
3. Синдром пізнього засинання
4. Синдром раннього засинання

### Парасомнії
А. Порушення пробудження:
1. Пробудження зі сплутаною свідомістю
2. Сноходіння
3. Нічні страхи

Б. Порушення переходу сон — неспання:
1. Говоріння уві сні
2. Нічні судоми ніг

В. Парасомнії, зазвичай пов'язані з фазою швидкого сну:
1. Кошмарні сновидіння
2. Сонний параліч
3. Порушення ерекції статевого члена, пов'язані зі сном
4. Хворобливі ерекції, пов'язані зі сном

Г. Інші парасомнії:
1. Сонний бруксизм (скрегіт зубами)
2. Сонний енурез